# Metal Church (album)
Metal Church – debiutancki album studyjny amerykańskiego zespołu heavymetalowego Metal Church wydany w lipcu 1984 roku przez Ground Zero Records.

## Lista utworów
1. „Beyond the Black” (Vanderhoof / Wayne / Wells) – 6:20
2. „Metal Church” (Vanderhoof / Wayne / Wells) – 5:03
3. „Merciless Onslaught” (Vanderhoof ) – 2:56
4. „Gods of Wrath” (Vanderhoof / Wayne / Wells) – 6:41
5. „Hitman” (Vanderhoof / Wells) – 4:36
6. „In the Blood” (Vanderhoof / Wayne / Wells) – 3:31
7. „(My Favorite) Nightmare” (Vanderhoof / Wayne / Wells) – 3:11
8. „Battalions” (Vanderhoof / Wells) – 4:55
9. „Highway Star (cover Deep Purple)” (Ritchie Blackmore / Ian Gillan / Roger Glover / Jon Lord / Ian Paice) – 4:37

## Twórcy
| - David Wayne – śpiew - Kurdt Vanderhoof – gitara - Craig Wells – gitara - Duke Erickson – gitara basowa - Kirk Arrington – perkusja | - Terry Date – produkcja, realizacja nagrań - Jack Skinner – mastering - Willie Mackay – producent wykonawczy - Saulius Pempe – zdjęcia |